# Signuno
 (janvier 2011).

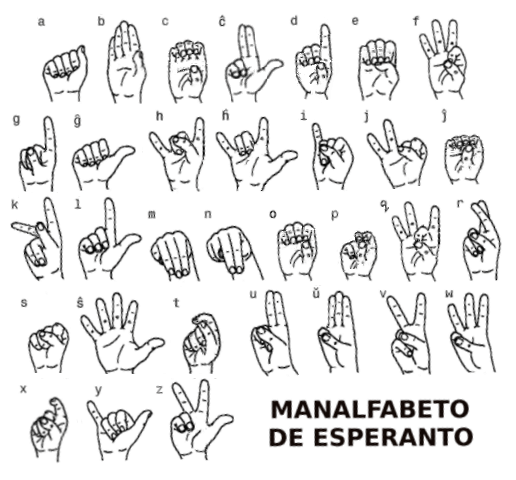
Alphabet Signuno

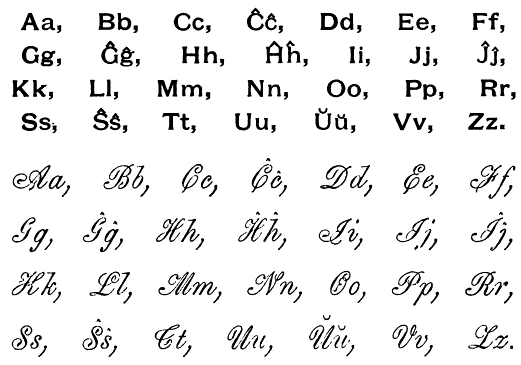
Alfabeto de Esperanto

Signuno est une langue gestuelle considérée comme l'équivalent gestuel de l'espéranto. Il a pour but de permettre aux sourds de nationalités différentes de communiquer, afin que l'espéranto ne soit pas seulement utilisable sous une forme verbale ou écrite. Outre les chiffres et les lettres, un signe spécifique est associé aux morphèmes les plus courants. Les signes de Signuno sont essentiellement basés sur le Gestuno.
Il en fut fait don à la communauté sourde le 15 décembre 2010.